# 원흥재
원흥재 (元興載, ? )은 대한민국의 축구 선수로, 1980년대 대한민국 축구 국가대표팀 코치로 재직하였다. 그 후 일화 천마에서 코치로 재직하였다.